# 垣谷美雨
垣谷 美雨（かきや みう、1959年9月 -）は、日本の小説家。兵庫県豊岡市（旧・出石町）出身。明治大学文学部文学科（フランス文学専攻）卒業。
ソフトウェア会社勤務を経て、2005年「竜巻ガール」で第27回小説推理新人賞を受賞し、小説家デビュー。影響を受けた作家は曽野綾子。40代の女性が高校時代にタイムスリップしたり、夫の彼女と心が入れ替わったりなど、もしもの世界をリアルに表現する「if小説」といわれる作品が多い。
2018年、『あなたの人生、片づけます』で第12回啓文堂大賞文庫大賞を受賞。同2018年、『老後の資金がありません』で第4回ミヤボン（宮脇書店）2018受賞。

## 作品リスト

### 単著

#### 「病棟」シリーズ
- if サヨナラが言えない理由（2014年11月 小学館）
  - 【改題】後悔病棟（2017年4月 小学館文庫）
- 希望病棟（2020年11月 小学館文庫）
- 懲役病棟（2023年6月 小学館文庫）

#### その他の小説
- 竜巻ガール（2006年10月 双葉社 / 2009年6月 双葉文庫）
  - 収録作品：竜巻ガール / 旋風マザー / 渦潮ウーマン / 霧中ワイフ
- リセット（2008年2月 双葉社 / 2010年12月 双葉文庫 / 2020年4月 双葉文庫【新装版】）
- 優しい悪魔（2008年6月 実業之日本社）
  - 【改題】禁煙小説（2011年12月 双葉文庫）
- 結婚相手は抽選で（2010年7月 双葉社 / 2014年6月 双葉文庫）
- 夫の彼女（2011年4月 双葉社）
  - 【改題】夫のカノジョ（2013年10月 双葉文庫）
- 七十歳死亡法案、可決（2012年1月 幻冬舎 / 2015年2月 幻冬舎文庫）
- ニュータウンは黄昏れて（2013年1月 新潮社 / 2015年7月 新潮文庫）
- あなたの人生、片付けます （2013年11月 双葉社 / 2016年11月 双葉文庫）
- 子育てはもう卒業します（2013年12月 祥伝社 / 2016年7月 祥伝社文庫）
- 避難所（2014年12月 新潮社）
  - 【改題】女たちの避難所（2017年6月 新潮文庫）
- 老後の資金がありません（2015年9月 中央公論新社 / 2018年3月 中公文庫）
- 農ガール、農ライフ（2016年9月 祥伝社 / 2019年5月 祥伝社文庫）
- あなたのゼイ肉、落とします（2016年10月 双葉社 / 2019年11月 双葉文庫）
- 嫁をやめる日（2017年3月 中央公論新社）
  - 【改題】夫の墓には入りません（2019年1月 中公文庫）
- 定年オヤジ改造計画（2018年2月 祥伝社 / 2020年9月 祥伝社文庫）
- 四十歳、未婚出産（2018年7月 幻冬舎 / 2021年2月 幻冬舎文庫）
- 姑の遺品整理は、迷惑です（2019年2月 双葉社 / 2022年4月 双葉文庫）
- うちの父が運転をやめません（2020年2月 KADOKAWA / 2023年2月 角川文庫）
- 代理母、はじめました（2021年2月 中央公論新社 / 2023年10月 中公文庫）
- もう別れてもいいですか（2022年1月 中央公論新社 / 2024年10月 中公文庫）
- あきらめません！（2022年5月 講談社 / 2024年9月 講談社文庫）
- 墓じまいラプソディ（2023年12月 朝日新聞出版）

#### エッセイ
- 行きつ戻りつ死ぬまで思案中（2023年4月 双葉社）

### アンソロジー
「」内が垣谷美雨の作品
- エール！ 2（2013年4月 実業之日本社文庫）「心の隙間を灯で埋めて」
- Day to Day（2021年3月 講談社 / 2021年3月 講談社【愛蔵版】）「6/13 ニューノーマル」

### 雑誌掲載作品
- 真珠婚（実業之日本社『紡 Vol.4』2012年冬号）
- 空き家と移住（朝日新聞出版『小説トリッパー』2025年夏季号 - ）

## メディア・ミックス

### 映画
- 老後の資金がありません！（2021年10月30日公開、配給：東映、監督：前田哲、主演：天海祐希、原作：老後の資金がありません）[4]

### テレビドラマ
- リセット〜本当のしあわせの見つけ方〜（2012年9月30日、毎日放送・TBS系、主演：鈴木保奈美、原作：リセット）
- 夫のカノジョ（2013年10月24日 - 12月12日、全8話、TBS系「木曜ドラマ9」枠、主演：川口春奈）
- 結婚相手は抽選で（2018年10月6日 - 11月24日、全8話、東海テレビ・フジテレビ系「オトナの土ドラ」枠、主演：野村周平）[5]
- 定年オヤジ改造計画（2022年7月25日、NHK BSプレミアム「特集ドラマ」枠、主演：郷ひろみ）

### ラジオドラマ
- あなたの人生、片づけます（2020年3月8日 - 22日、全3回、NHK-FM放送「新日曜名画座」、出演：西田敏行・竹下景子）[6]